# Peu de llebre
El peu de llebre (Trifolium arvense) és una espècie de planta amb flors del gènere Trifolium dins la família de les fabàcies (Fabaceae).

## Descripció

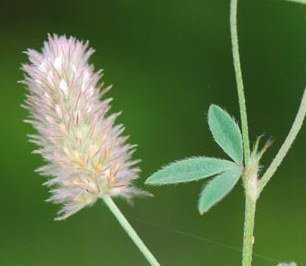
Detall de la inflorescència i la fulla del Peu de llebre

Planta herbàcia teròfita que arriba als 40 centímetres d'altura amb arrel axomorfa. Està coberta de pèls que li donen un tacte sedós. Les fulles estan ancorats a la tija mitjançant un curt pecíol, està formada per tres fol·líols liniars i dentats. Les flors són roses però són molt petites i queden amagades dins del calze. Aquest presenta dents lesiniformes. Aquestes estan agrupades en una inflorescència compacta, ovalada, a la part de dalt de la planta. Com els calzes tenen llargs pèls sedosos tota la inflorescència sembla una mena de bola de pèls. Sovint tota la planta pren colors rogencs. Es diferencia clarament d'altres Trifolium. Floració primaveral, d'abril a setembre.

## Distribució
Té una distribució holoàrtica. Se la troba en descampats, en zones no irrigades o d'escassa humitat. Prefereix els sòls sorrencs, àcids (silicis).
La trobem a les províncies de Barcelona, Castelló, Girona, Illes Balears, Lleida, Tarragona i València.

## Principis actius

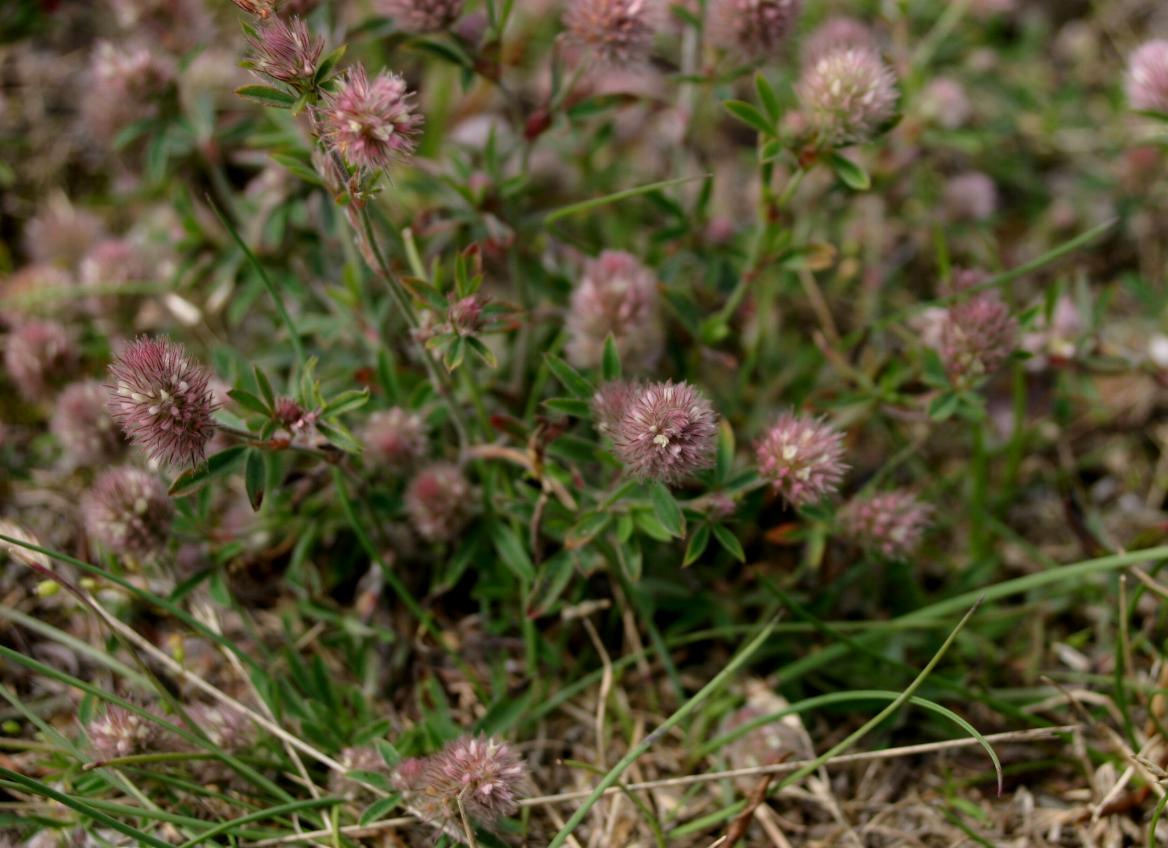
Peu de llebre

Posseeixen tanins, resines, sals, essències, glicèrids i colorants.

## Indicacions
És antidiarreica, vulneraria i antileucorreica. Les esbandides en colutori ajuden a reforçar les genives febles i sanguinolentes i a frenar una mica la piorrea. Externament, molta, pot emprar-se com hemostàtica sobre les ferides recents no profundes. Sempre en infusió, es preparen cataplasmes humides sobre les úlceres varicoses, que tendeixen a tancar-se si aquesta cura es practica amb constància.